# Выбор критиков (кинопремия, 2010)
15-я церемония премии «Выбор критиков» состоялась 15 января 2010 года в театре Hollywood Palladium. Номинанты были объявлены 14 декабря 2009.

## Победители и номинанты
| Лучший фильм                         | 1. Повелитель бури 2. Аватар 3. Бесславные ублюдки 4. Вверх 5. Воспитание чувств 6. Девять 7. Мне бы в небо 8. Непокорённые 9. Серьёзный человек 10. Сокровище |

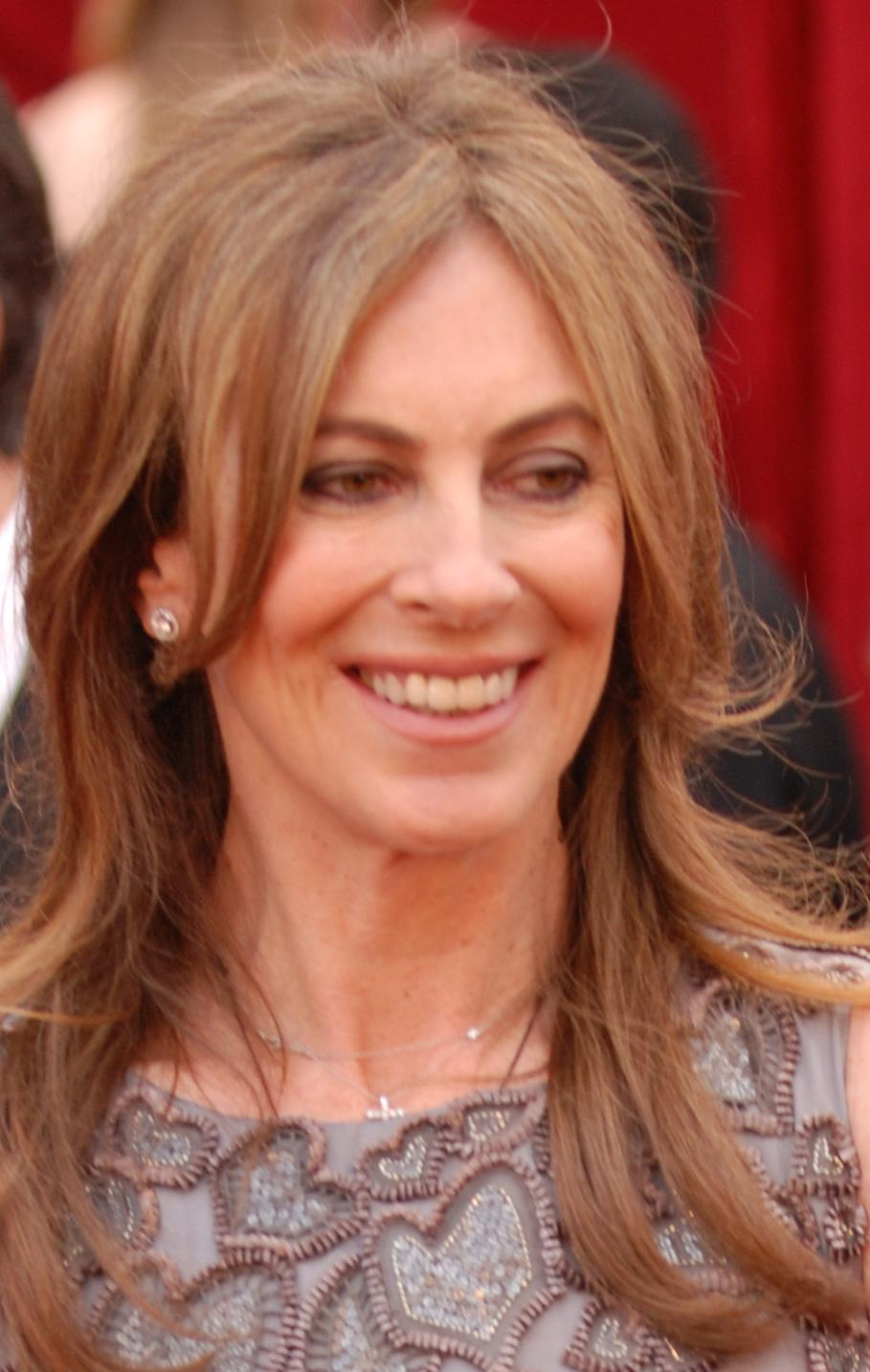
Кэтрин Бигелоу, лучший режиссёр

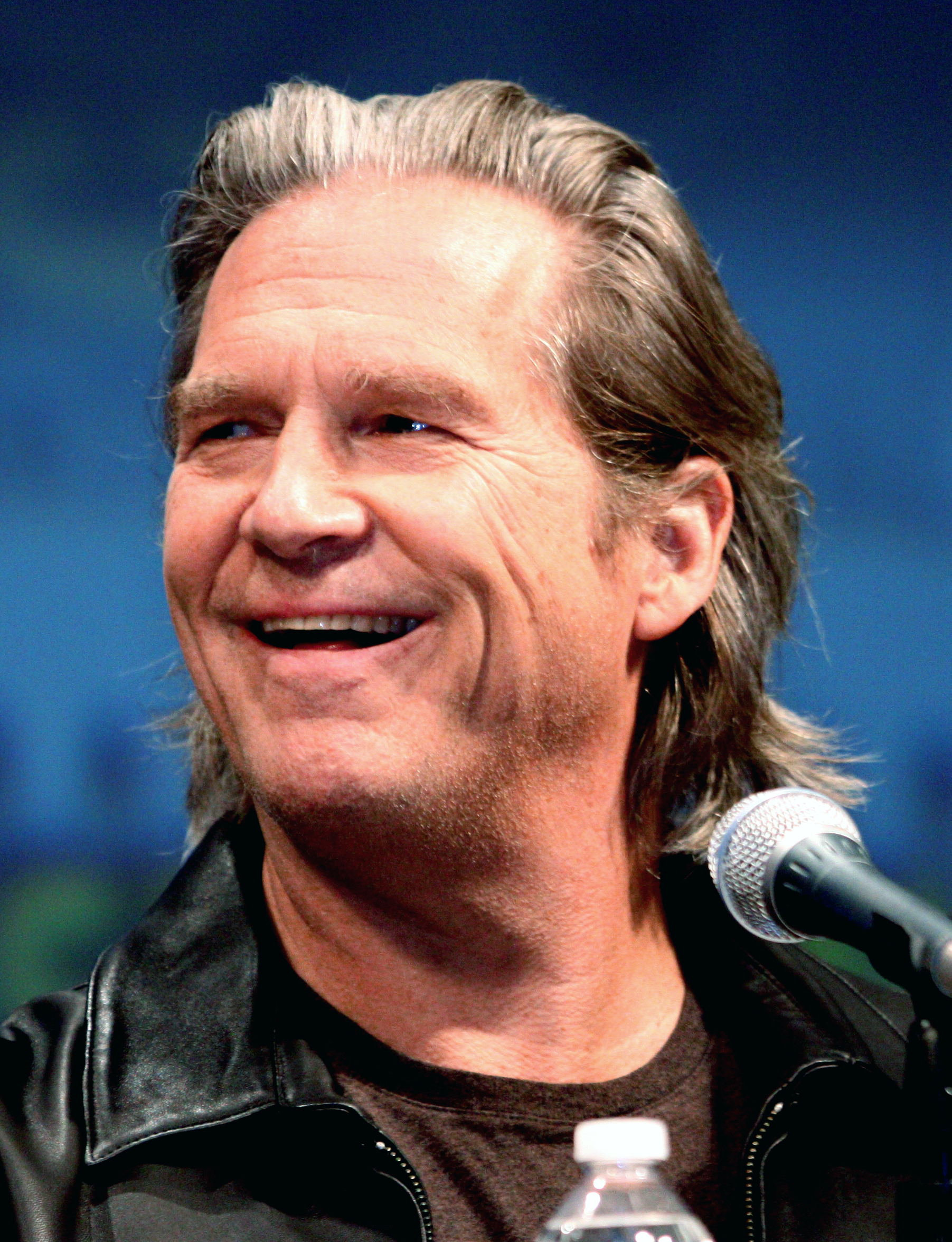
Джефф Бриджес, лучшая мужская роль

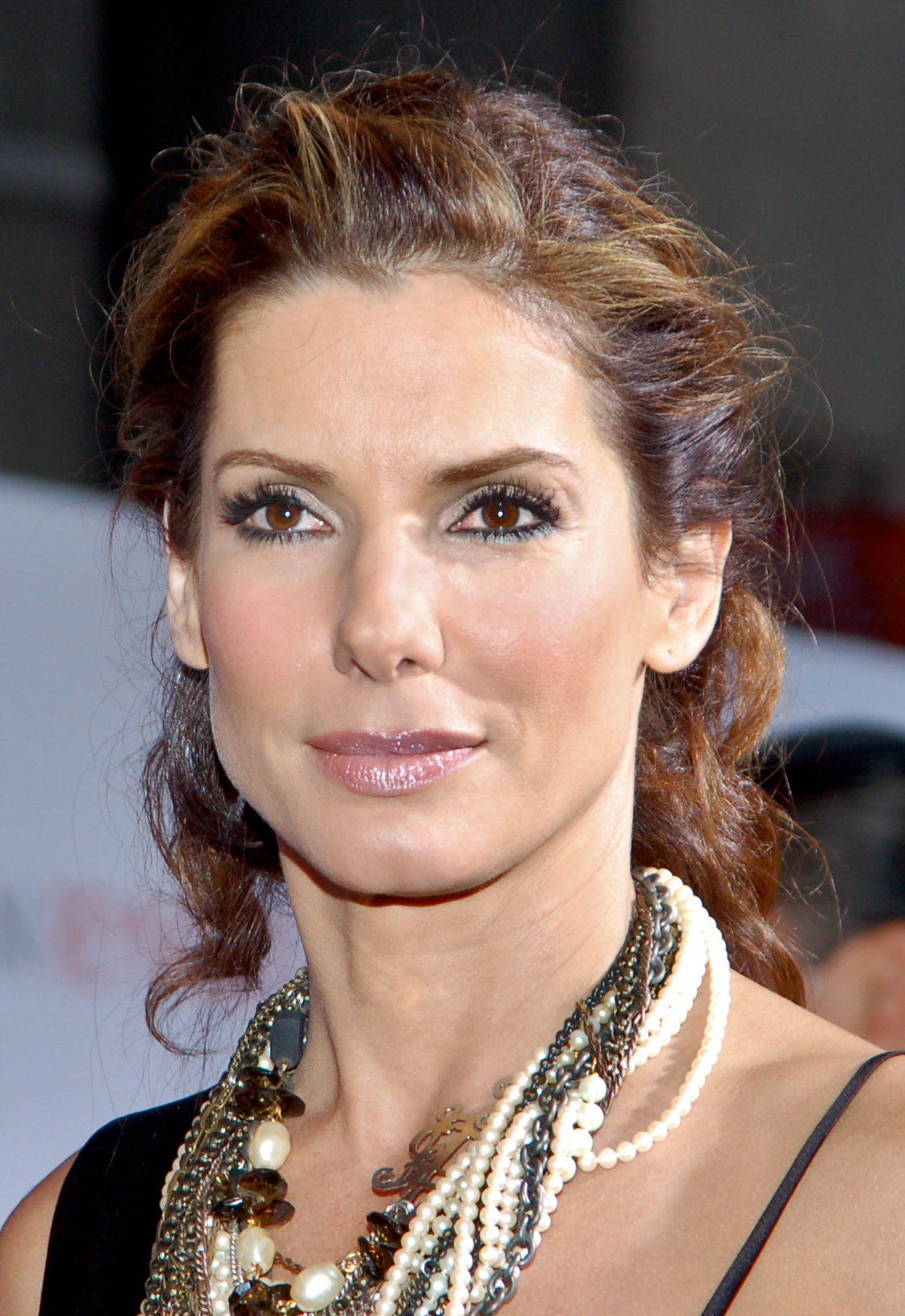
Сандра Буллок, лучшая женская роль

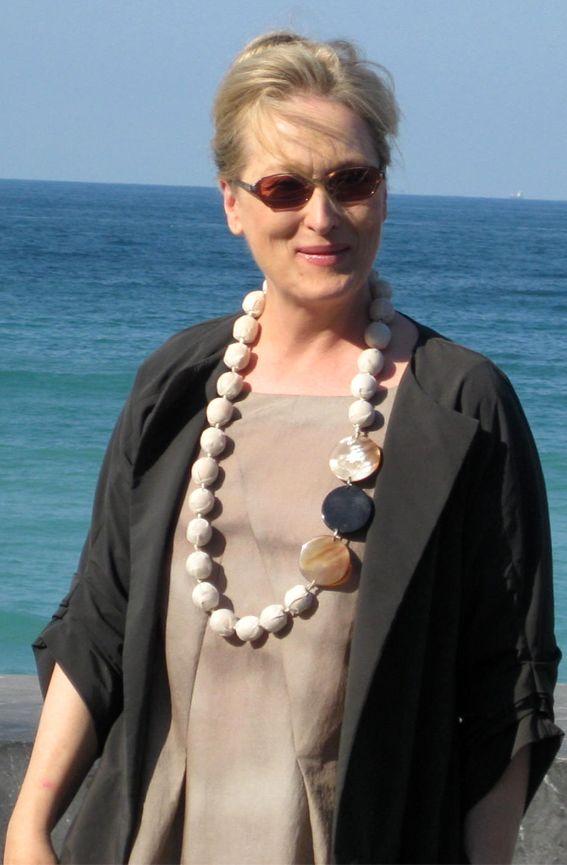
Мэрил Стрип, лучшая женская роль

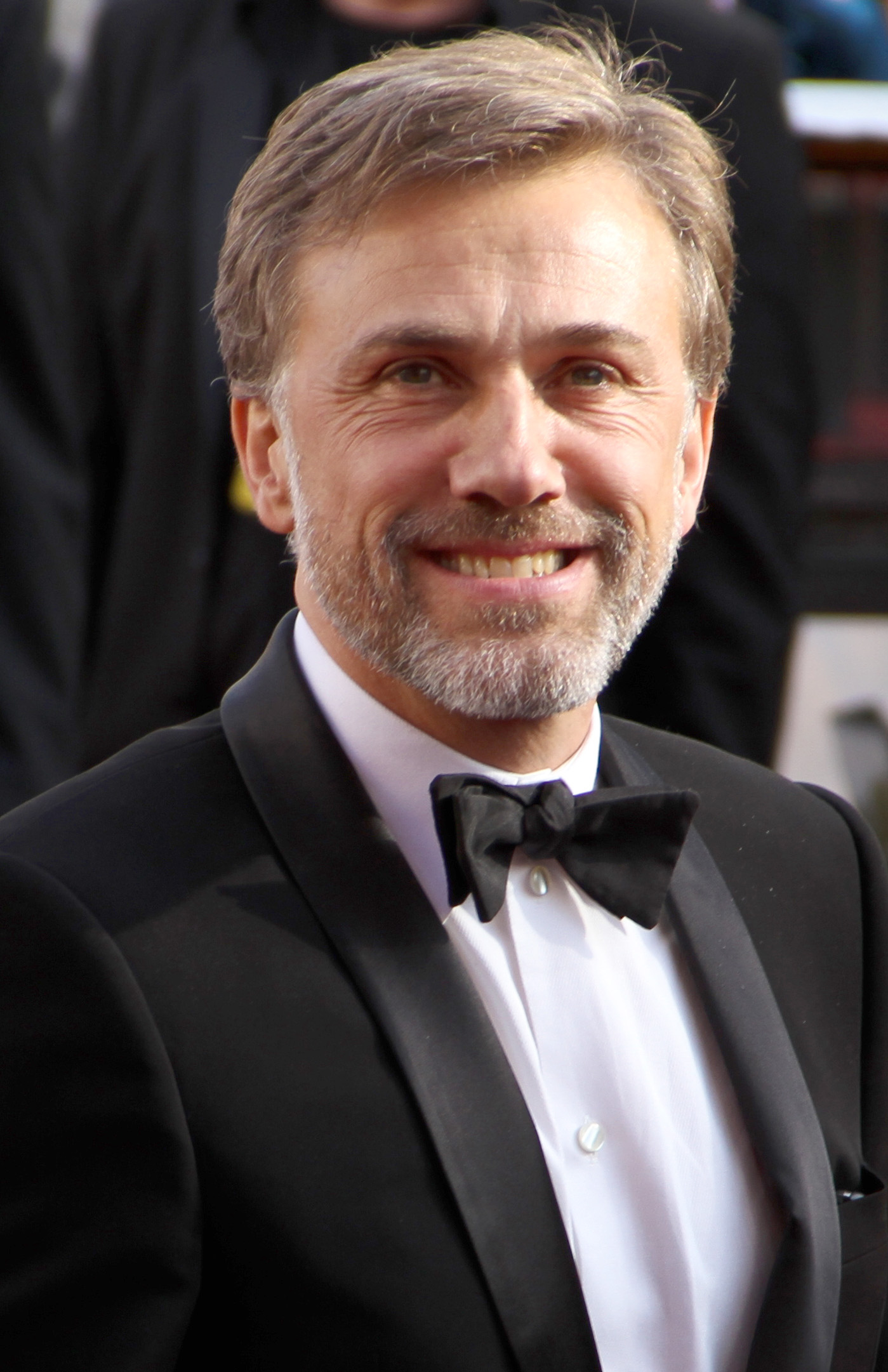
Кристоф Вальц, лучшая мужская роль второго плана

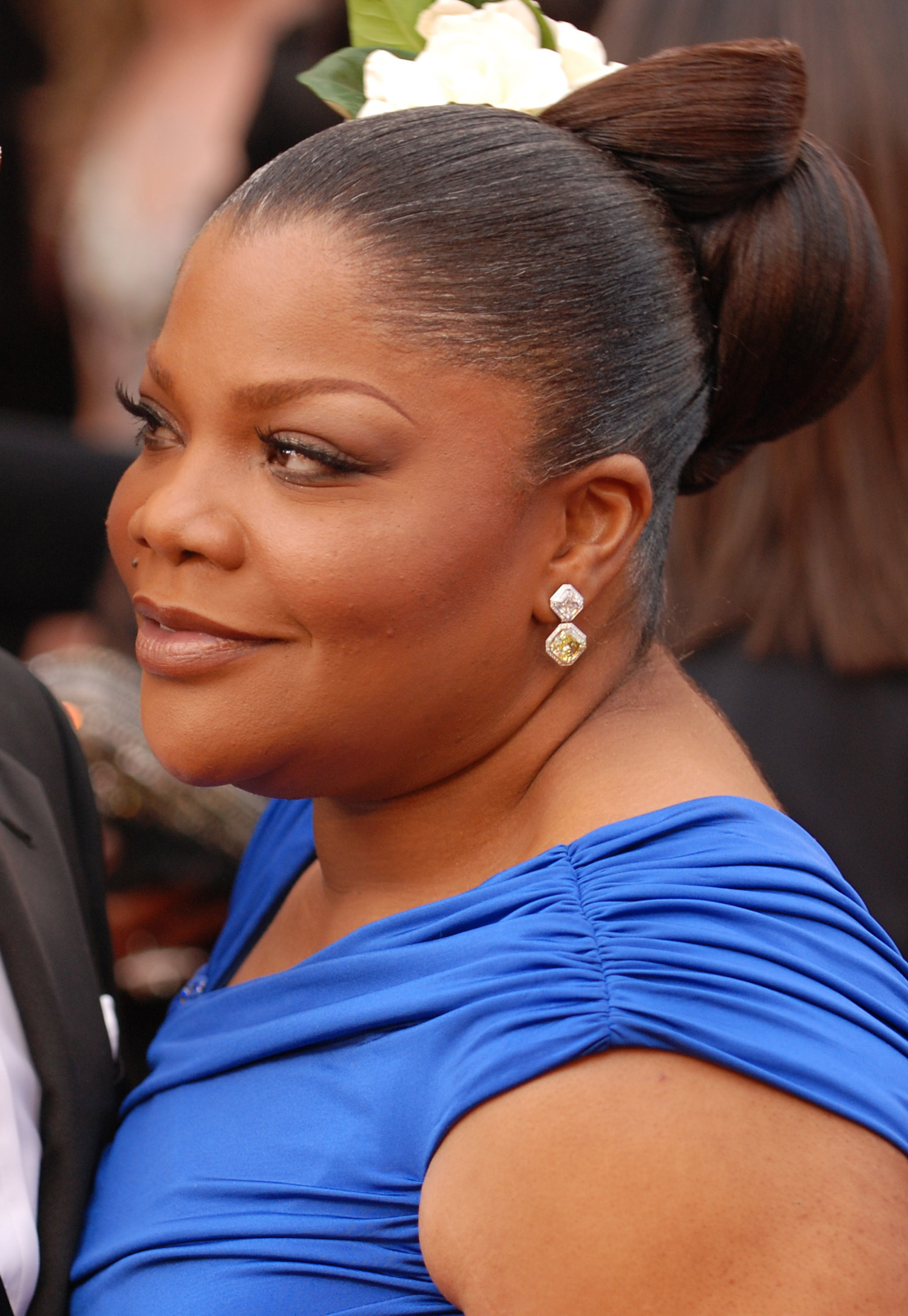
Моник, лучшая женская роль второго плана

| Лучший режиссёр                      | 1. Кэтрин Бигелоу — «Повелитель бури» 2. Джеймс Кэмерон — «Аватар» 3. Ли Дэниелс — «Сокровище» 4. Клинт Иствуд — «Непокорённые» 5. Джейсон Райтман — «Мне бы в небо» 6. Квентин Тарантино — «Бесславные ублюдки» |
| Лучшая мужская роль                  | 1. Джефф Бриджес — «Сумасшедшее сердце» 2. Джордж Клуни — «Мне бы в небо» 3. Виго Мортенсен — «Дорога» 4. Джереми Реннер — «Повелитель бури» 5. Колин Фёрт — «Одинокий мужчина» 6. Морган Фриман — «Непокорённые» |
| Лучшая женская роль                  | 1. Сандра Буллок — «Невидимая сторона» и Мэрил Стрип — «Джули и Джулия: Готовим счастье по рецепту» 2. Эмили Блант — «Молодая Виктория» 3. Кэри Маллиган — «Воспитание чувств» 4. Сирша Ронан — «Милые кости» 5. Габури Сидибе — «Сокровище» |
| Лучшая мужская роль второго плана    | 1. Кристоф Вальц — «Бесславные ублюдки» 2. Мэтт Дэймон — «Непокорённые» 3. Кристиан Маккэй — «Я и Орсон Уэллс» 4. Альфред Молина — «Воспитание чувств» 5. Стэнли Туччи — «Милые кости» 6. Вуди Харрельсон — «Посланник» |
| Лучшая женская роль второго плана    | 1. Моник — «Сокровище» 2. Анна Кендрик — «Мне бы в небо» 3. Марион Котийяр — «Девять» 4. Джулианна Мур — «Одинокий мужчина» 5. Саманта Мортон — «Посланник» 6. Вера Фармига — «Мне бы в небо» |
| Лучший молодой артист                | 1. Сирша Ронан — «Милые кости» 2. Бэйли Мэдисон — «Братья» 3. Макс Рекордс — «Там, где живут чудовища» 4. Коди Смит-Макфи — «Дорога» 5. Джей Хэд — «Невидимая сторона» |
| Лучший актёрский ансамбль            | 1. Бесславные ублюдки 2. Девять 3. Звёздный путь 4. Мне бы в небо 5. Сокровище |
| Лучший оригинальный сценарий         | 1. Квентин Тарантино — «Бесславные ублюдки» 2. Марк Боал — «Повелитель бури» 3. Пит Доктер, Боб Питерсон — «Вверх» 4. Джоэл Коэн, Итан Коэн — «Серьёзный человек» 5. Скотт Нойстедтер — «500 дней лета» |
| Лучший адаптированный сценарий       | 1. Джейсон Райтман, Шелдон Тернер — «Мне бы в небо» 2. Уэс Андерсон, Ноа Баумбак — «Бесподобный мистер Фокс» 3. Нил Бломкамп, Тэрри Татчелл — «Район № 9» 4. Джеффри Флетчер — «Сокровище» 5. Том Форд, Дэвид Скирс — «Одинокий мужчина» 6. Ник Хорнби — «Воспитание чувств» |
| Лучший анимационный фильм            | 1. Вверх 2. Бесподобный мистер Фокс 3. Коралина в Стране Кошмаров 4. Облачно, возможны осадки в виде фрикаделек 5. Принцесса и лягушка |
| Лучший экшн-фильм                    | 1. Аватар 2. Бесславные ублюдки 3. Звёздный путь 4. Повелитель бури 5. Район № 9 |
| Лучшая комедия                       | 1. Мальчишник в Вегасе 2. 500 дней лета 3. Добро пожаловать в Zомбилэнд 4. Предложение 5. Простые сложности |
| Лучший фильм на иностранном языке    | 1. Разомкнутые объятия (Los abrazos rotos) - Испания 2. Без имени (Sin nombre) - Мексика 3. Белая лента (Das weiße Band — Eine deutsche Kindergeschichte) - Австрия/Франция/Германия/Италия 4. Битва у Красной скалы (Chi bi) - Китай 5. Коко до Шанель (Coco avant Chanel) - Франция |
| Лучший документальный фильм          | 1. Бухта 2. Anvil: История рок-группы 3. Капитализм: История любви 4. Корпорация «Еда» 5. Майкл Джексон: Вот и всё |
| Лучший звук                          | 1. Аватар 2. Девять 3. Звёздный путь 4. Повелитель бури 5. Район № 9 |
| Лучшая работа художника-постановщика | 1. Рик Картер, Роберт Стромберг (постановщики), Ким Синклер (декоратор) — «Аватар» 2. Дэвид Уоско (постановщик), Сэнди Рейнольдс-Уоско (декоратор) — «Бесславные ублюдки» 3. Наоми Шохан (постановщик), Джордж ДеТитта мл. (декоратор) — «Милые кости» 4. Джон Майр (постановщик), Гордон Сим (декоратор) — «Девять» 5. Дэн Бишоп (постановщик), Эми Уэллс (декоратор) — «Одинокий мужчина» |
| Лучшая операторская работа           | 1. Мауро Фиоре — «Аватар» 2. Дион Биби — «Девять» 3. Эндрю Лесни — «Милые кости» 4. Роберт Ричардсон — «Бесславные ублюдки» 5. Бэрри Экройд — «Повелитель бури» |
| Лучший дизайн костюмов               | 1. Сэнди Пауэлл — «Молодая Виктория» 2. Джанет Паттерсон — «Яркая звезда» 3. Кэйси Сторм — «Там, где живут чудовища» 4. Анна Б. Шеппард — «Бесславные ублюдки» 5. Коллин Этвуд — «Девять» |
| Лучший монтаж                        | 1. Джеймс Кэмерон, Джон Рефуа, Стивен Е. Ривкин — «Аватар» 2. Дана И. Глауберман — «Мне бы в небо» 3. Крис Иннис, Боб Муравски — «Повелитель бури» 4. Салли Менке — «Бесславные ублюдки» 5. Клэр Симпсон, Уайатт Смит — «Девять» |
| Лучший грим                          | 1. Район № 9 2. Аватар 3. Девять 4. Дорога 5. Звёздный путь |
| Лучшие визуальные эффекты            | 1. Аватар 2. 2012 3. Звёздный путь 4. Милые кости 5. Район № 9 |
| Лучшая музыка к фильму               | 1. Майкл Джаккино — «Вверх» 2. Картер Бёруэлл, Карен О — «Там, где живут чудовища» 3. Рэнди Ньюман — «Принцесса и лягушка» 4. Марвин Хэмлиш — «Информатор!» 5. Ханс Циммер — «Шерлок Холмс» |
| Лучшая песня к фильму                | 1. The Weary Kind — «Сумасшедшее сердце» 2. All Is Love — «Там, где живут чудовища» 3. Almost There — «Принцесса и лягушка» 4. Cinema Italiano — «Девять» 5. (I Want to) Come Home — «Всё путём» |
| Лучший ТВ-фильм                      | 1. Серые сады 2. Добровольцы 3. Золотые руки 4. Навстречу шторму |

### Специальная награда
Кевин Бейкон

## Список лауреатов и номинаций
| Количество | Фильм                   |
| ---------- | ----------------------- |
| 10         | Бесславные ублюдки      |
| 10         | Девять                  |
| 9          | Аватар                  |
| 8          | Мне бы в небо           |
| 8          | Повелитель бури         |
| 6          | Милые кости             |
| 6          | Сокровище               |
| 5          | Звёздный путь           |
| 5          | Район № 9               |
| 4          | Вверх                   |
| 4          | Воспитание чувств       |
| 4          | Непокорённые            |
| 4          | Одинокий мужчина        |
| 4          | Там, где живут чудовища |
| 3          | Дорога                  |
| 3          | Принцесса и лягушка     |
| 2          | 500 дней лета           |
| 2          | Бесподобный мистер Фокс |
| 2          | Молодая Виктория        |
| 2          | Невидимая сторона       |
| 2          | Посланник               |
| 2          | Серьёзный человек       |
| 2          | Сумасшедшее сердце      |

| Количество | Фильм              |
| ---------- | ------------------ |
| 6          | Аватар             |
| 3          | Бесславные ублюдки |
| 2          | Вверх              |
| 2          | Повелитель бури    |
| 2          | Сумасшедшее сердце |